# Miatyánk
- MiatyánkSchola Gregoriana-Pater Noster

Nem tudod lejátszani a fájlt?
A Miatyánk a keresztény világ legismertebb imádsága. Máté evangéliuma szerint Jézus tanította a tanítványainak a hegyi beszéd részeként. Egy rövidebb változata szerepel Lukács evangéliumában is. A világ szinte minden nyelvére lefordították. A latin nyelvű fordítás kezdőszavai alapján szinte az egész világon Pater Noster elnevezéssel ismerik.
Szokás még az Oratio dominica, az Úr imája elnevezéssel is hivatkozni a Miatyánkra. A protestáns körökben elterjedt „az Úrtól tanult imádság” megnevezés pontosabban, félreérthetőség mentesen nevezi meg az imádságot.

## A Miatyánk szövege
| Klasszikus szír-arámi szöveg | Görög szöveg | Latin szöveg | Korszerű magyar szöveg | Régi református, Károlyi-féle magyar szöveg | Görögből fordított magyar szöveg |
| --- | --- | --- | --- | --- | --- |

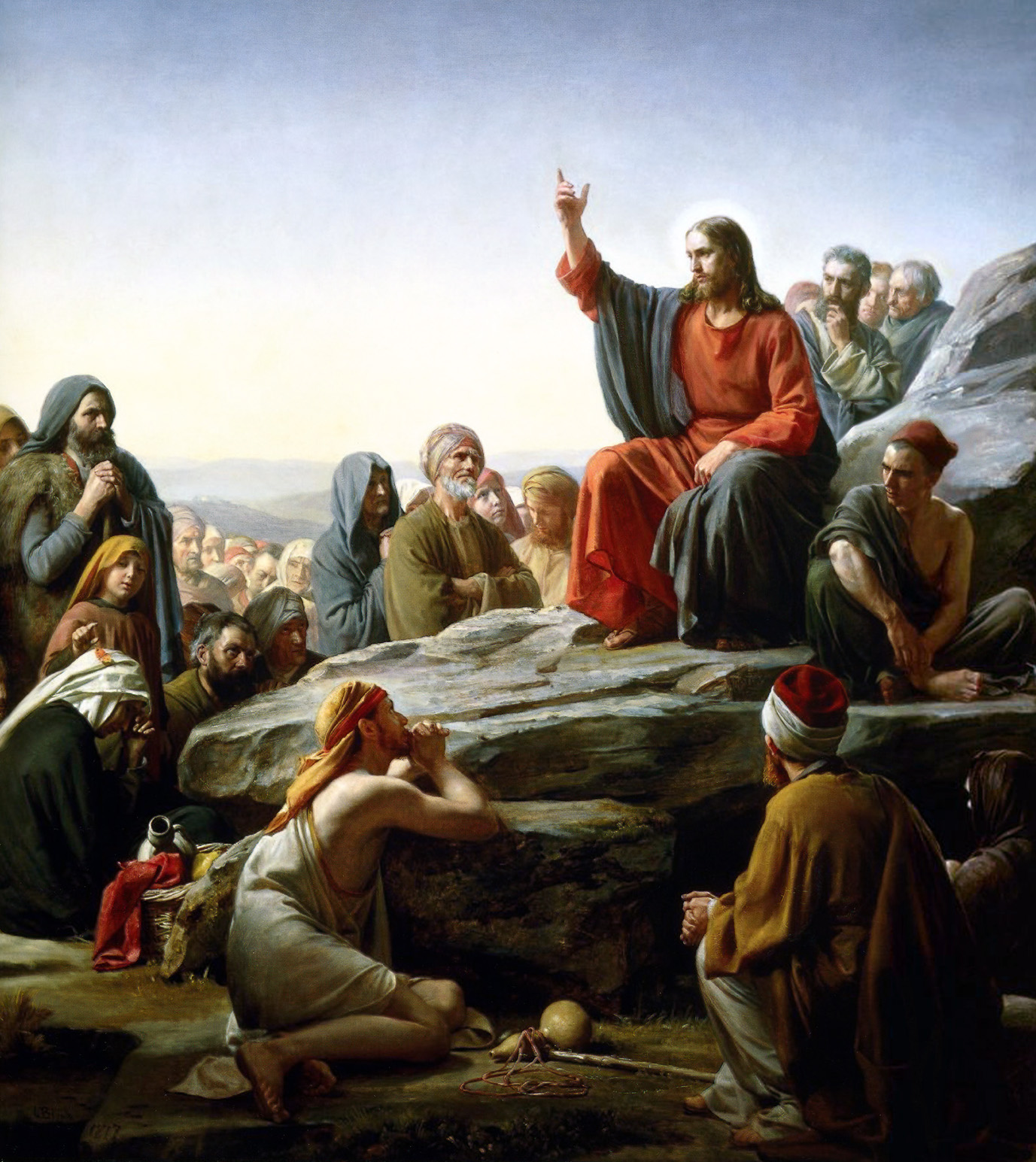
Carl Bloch: A Hegyibeszéd

| ܐܒܘܢ ܕܒܫܡܝܐ ܢܬܩܕܫ ܫܡܟ ܬܐܬܐ ܡܠܟܘܬܟ ܢܗܘܐ ܨܒܝܢܟ ܐܝܟܢܐ ܕܒܫܡܝܐ ܐܦ ܒܐܪܥܐ ܗܒ ܠܢ ܠܚܡܐ ܕܣܘܢܩܢܢ ܝܘܡܢܐ ܘܫܒܘܩ ܠܢ ܚܘܒܝܢ ܐܝܟܢܐ ܕܐܦ ܚܢܢ ܫܒܩܢ ܠܚܝܐܒܝܢ ܘܠܐ ܬܥܠܢ ܠܢܣܝܘܢܐ ܐܠܐ ܦܨܢ ܡܢ ܒܝܫܐ | Πάτερ ἡμῶν ὁ ἐν τοῖς οὐρανοῖς· ἁγιασθήτω τὸ ὄνομά σου· ἐλθέτω ἡ βασιλεία σου· γενηθήτω τὸ θέλημά σου, ὡς ἐν οὐρανῷ καὶ ἐπὶ γῆς· τὸν ἄρτον ἡμῶν τὸν ἐπιούσιον δὸς ἡμῖν σήμερον· καὶ ἄφες ἡμῖν τὰ ὀφειλήματα ἡμῶν, ὡς καὶ ἡμεῖς ἀφήκαμεν τοῖς ὀφειλέταις ἡμῶν· καὶ μὴ εἰσενέγκῃς ἡμᾶς εἰς πειρασμόν, ἀλλὰ ῥῦσαι ἡμᾶς ἀπὸ τοῦ πονηροῦ. | Pater noster, qui es in cælis, sanctificétur nomen tuum, advéniat regnum tuum, fiat volúntas tua, sicut in cælo, et in terra. Panem nostrum cottidiánum da nobis hódie, et dimítte nobis débita nostra, sicut et nos dimíttimus debitóribus nostris. Et ne nos indúcas in tentatiónem, sed líbera nos a malo. | Mi Atyánk, aki a mennyekben vagy, Szenteltessék meg a Te neved, Jöjjön el a Te országod, Legyen meg a Te akaratod, Amint a mennyben, úgy a földön is. Mindennapi kenyerünket add meg nekünk ma, És bocsásd meg vétkeinket, Miképpen mi is megbocsátunk az ellenünk vétkezőknek, És ne vígy minket kísértésbe, De szabadíts meg a gonosztól. | Mi Atyánk, ki vagy a mennyekben! Szenteltessék meg a Te neved! Jöjjön el a Te országod! Legyen meg a Te akaratod! Mint a mennyben, úgy a földön is! A mi mindennapi kenyerünket add meg nékünk ma! És bocsásd meg a mi vétkeinket! Mint mi is megbocsátunk azoknak akik ellenünk vétkeztek! És ne vígy minket kísértetbe! De szabadíts meg minket a gonosztól. | Atyánk a mennyekben, szenteltessék meg a te neved, jöjjön el a te országod, legyen meg a te akaratod, amint a mennyben, úgy a Földön is; mindennapi kenyerünket add meg nekünk ma, és engedd el adósságainkat, miképpen mi is elengedjük adósainknak; és ne állíts minket próbatétel elé, hanem szabadíts meg a gonosztól! |

Az imához napjainkra hozzátartozik a későbbről származó befejezés, Isten dicsőítése (ún. doxológia), mely a Jelenések könyvében található meg a bevezetésben, köszöntésben (Jel 1,4-6), s mellyel a református Bibliában megtoldották a Jézus által tanított imát (Mt 6,13): „Mert Tiéd az ország, a hatalom és a dicsőség, most és mindörökké. Ámen.” (ὅτι σοῦ ἐστιν ἡ βασιλεία καὶ ἡ δύναμις καὶ ἡ δόξα εἰς τοῦς αἰῶνας τῶν αἰῶνων· ἀμήν.). Emellett nemcsak a dicsőítéssel egészítették ki az eredeti szöveget, hanem az Ámen-nel is, amit Jézus szintén nem mondott az evangélium szerint. A katolikus lutirgia leiratában ezért ezt a mondatot zárójellel jelölik.

## Eredet
Írásos formában a Miatyánk eredeti helye az Újszövetségben van, a Máté szerinti evangéliumban a 6. fejezet 9. versétől kezdődően, és Lukács szerinti evangéliumban a 11. fejezet 2. versétől kezdődően. A két változat a lényegét tekintve azonos, de vannak eltérések. Ez természetes jelenség, valahányszor egy eseményről több krónikás számol be (bár tudjuk, hogy sem Máté, sem Lukács nem volt szemtanú).
A legkorábbi fennmaradt szövegek koiné görög nyelven íródtak. Szinte biztos, hogy nincsenek a görög szövegeknél korábbi, héber vagy arámi szövegváltozatok. Ugyanis egyrészt Jézus korában természetes volt fontos szövegekre szó szerint emlékezni, másrészt amikor később ennek ellenére a szövegek lejegyzését már szükségesnek érezték a keresztények, akkor már a héber vagy arámi nyelv helyett a koiné görög nyelv volt az akkorra már nagy területre kiterjedő kereszténység elsődleges közvetítőnyelve.
Jézus minden bizonnyal arámi nyelven tanította az egyetemes kereszténység mindennemű megosztottsága ellenére legfőbb és közös imádságát.
A szöveg arámi beszélt és görög írott eredete ellenére a latin fordítás a világon a legismertebb, melyet a kezdő szavai után Pater Noster néven ismer a világ, és sok nyelven így, latinul nevezik. A latin változat elterjedtségének oka az, hogy másfél évezreden keresztül szinte kizárólag latinul mondták az imát a római katolikus egyházban.
Mindkét evangéliumi forrás azzal vezeti be az imádságot, hogy Jézus a tanítványait tanítja imádkozni: „Ti tehát így imádkozzatok: Mi Atyánk, ...”, illetve „Amikor imádkoztok, ezt mondjátok: Atyánk, ...”. Ezért természetes, hogy a Miatyánk szövege nem Jézusra, a szöveg tanítójára vonatkozik, hanem a tanítványokra. Tehát hiába Jézus mondja az imádságot, a gyakori magyarázat szerint mégsem őreá vonatkoznak a „bocsásd meg vétkeinket”, a „ne vígy minket kísértésbe", és az egyéb, Jézusra teológiai okokból nem vonatkoztatható kérések.
Az Újszövetség 2015-ös magyar fordítását, amelyet a Pannonhalmi Főapátság megbízásából dr. Simon Tamás László o.s.b. készített el, dr. Tarjányi Béla, dr. Sulyok Elemér o.s.b. és dr. Kocsis Imre professzor, megbízott cenzor véleménye alapján dr. Erdő Péter bíboros, esztergomi érsek a 835/2014 számú jóváhagyással látta el, és az Egyházi Törvénykönyv 825. kánonja értelmében a kinyomtatását engedélyezte. Az újabb fordítás szükségességének oka az volt, hogy az addig ismert fordítások az eredeti görög szöveg latin nyelvű átültetéséből készültek, és eközben először latinra, majd latinról magyarra is több esetben tévesen fordítottak le számos kifejezést, gondolatot (pl. a „ne vígy minket kísértésbe" kérést). A cél tehát az volt, hogy a szöveget az eredeti görög szövegnek megfelelően, az eredeti mondanivaló kihangsúlyozásával tegyék elérhetővé magyar nyelven is.

## Müncheni kódex, huszita Biblia

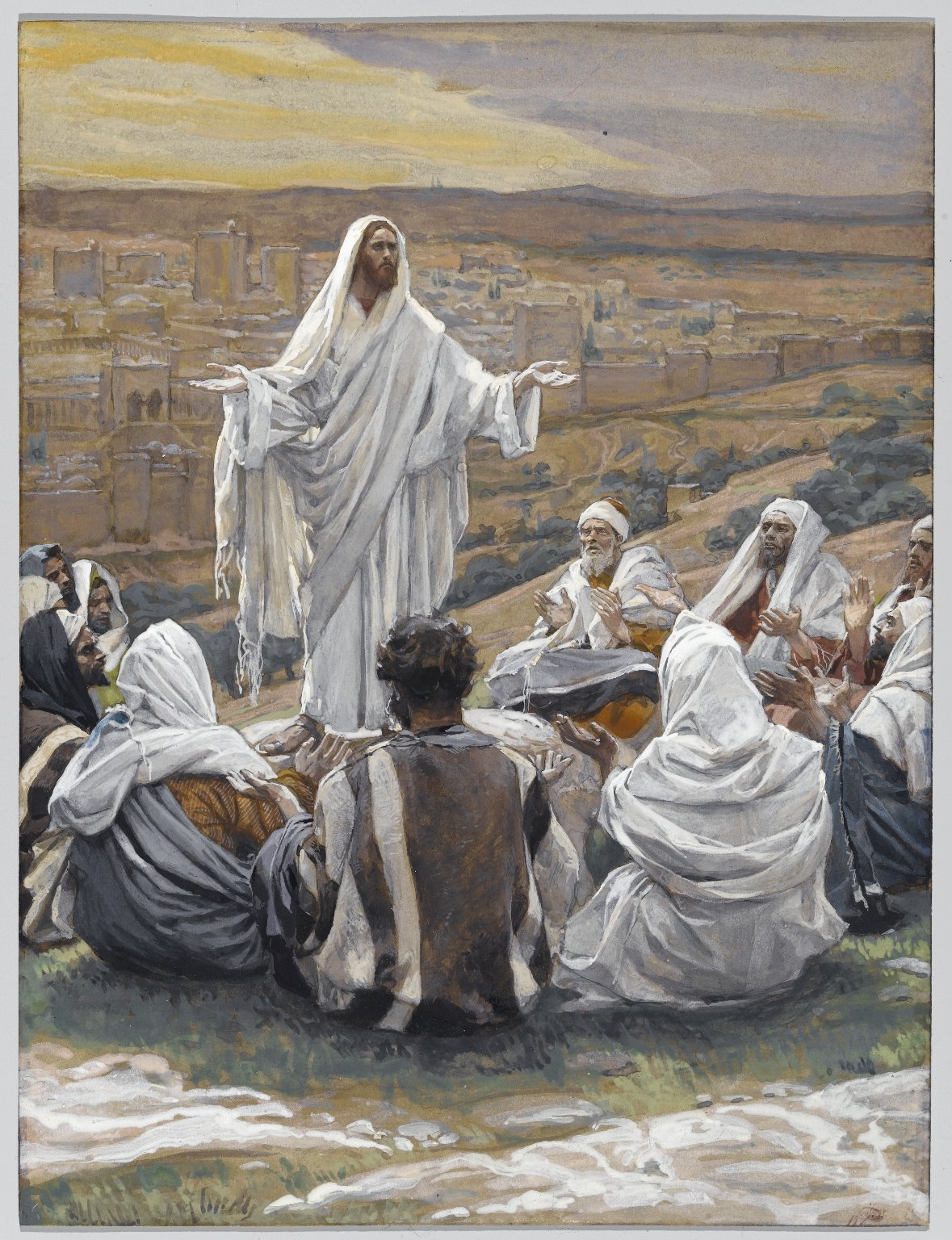
James Tissot: Miatyánk, Brooklyn Museum

Az 1466-ból származó Müncheni kódex a négy evangélium legkorábbi magyar bibliafordítását tartalmazza.
Mi atyánk, ki vagy mennyekben szenteltessék te neved. Jőjön te országod. Légyen te akaratod, miként mennyen és azonként földön. Mi testi kenyerönk felett való kenyeret adjad mü nekönk ma. És bocsássad mü nekönk mü vétetönket, miként es mü bocsátonk nekönk vétetteknek. És ne vigy münket késértetbe. De szabadóch münket gonosztól. Ámen.
- Miatyánk (Pater noster) – átírás, MÜNCHENI KÓDEX; előadja: Török Máté (Az Országos Széchényi Könyvtár felvétele)

## Rovásírásos Miatyánk
A Bél Mátyás evangélikus püspök, tudós a rovásemlékek gyűjtője 1718-ban publikált régi magyar fordítást.

## Az ima szerkezeti felépítése
A Miatyánk szerkezetileg hét kérés köré van felépítve, amelyekben a hívő fordul a Mennyei Atyához. Az első három Isten jogainak és hatalmának a világban való érvényesüléséért fohászkodik („szenteltessék meg a Te neved, jöjjön el a Te országod, legyen meg a Te akaratod”), a másik négy pedig az ember legfontosabbnak tartott szükségletét adja elő („mindennapi kenyerünket add meg nekünk ma, bocsásd meg vétkeinket,… ne vígy minket a kísértésbe, de szabadíts meg a gonosztól”). Ezeknek a kéréseknek a tengelyében ez a mondat áll: „Mindennapi kenyerünket add meg nekünk ma”. Ez azonban nemcsak azt jelenti, hogy részesüljünk mindenben, ami földi létünket biztosítja, hanem minden kérés a közös testért és azon belül a test tagjaiért szól. Az ember alapvető nyomorúságai között az első, a mindennapi kenyér, a test és lélek számára egyformán nélkülözhetetlen táplálék hiánya.
A „ne vígy minket kísértésbe” fordítást bevezetése óta vitatja a katolikusok egy jelentős része, hiszen a görög eredeti szöveg értelmezett fordítása annyit tesz: "ne állíts minket kemény próbatétel elé", "ne engedd, hogy kísértésbe essünk". Az ima szövegének módosítására 2019-ben tett javaslatot Ferenc pápa, aki szerint a római katolikus egyháznak jobb fordítását kellene adnia a Miatyánkban szereplő „ne vígy minket a kísértésbe” kifejezésnek. Franciaországban a katolikus egyház úgy döntött, hogy inkább a „ne engedj minket kísértésbe esni” kifejezést használja, a Szentatya pedig kifejezte egyetértését a szövegmódosítással kapcsolatban: „A ne vígy minket a kísértésbe egyeseket arra a gondolatra vezetett, hogy Isten banánhéjakat hajít az emberek elé, hogy lássa, elcsúsznak és elesnek-e, ez egybe is vág Isten bibliai képével.” Az angol nyelvű Biblia-kiadások többségében is a "ne állíts minket kemény próbatétel elé" fordítás szerepel (And do not bring us to the time of trial, but rescue us from the evil one;  And do not bring us to the time of trial. Other ancient authorities add but rescue us from the evil one).
Máté 4:4: „Akkor elvitte Jézust a Lélek a pusztába, hogy megkísértse az ördög.” A Lélek itt a Szentlelket jelenti.

## Assisi Szent Ferenc: A Miatyánk kifejtése (expositio in Pater Noster)

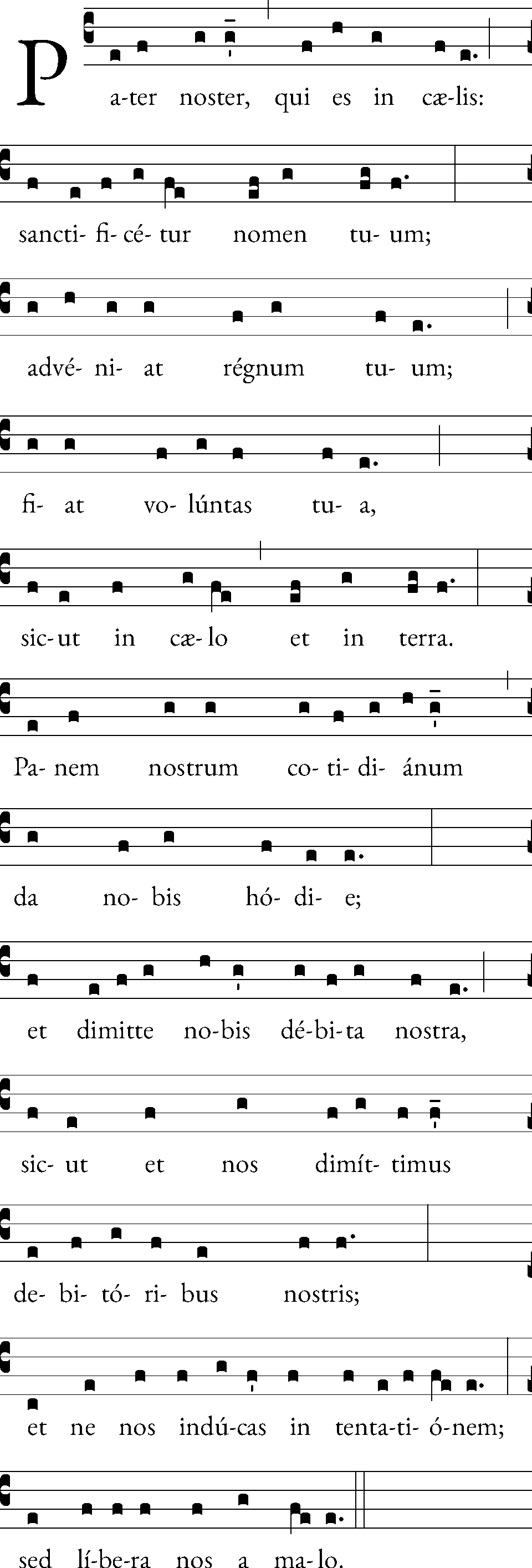
A Miatyánk gregorián kottája és latin nyelvű szövege

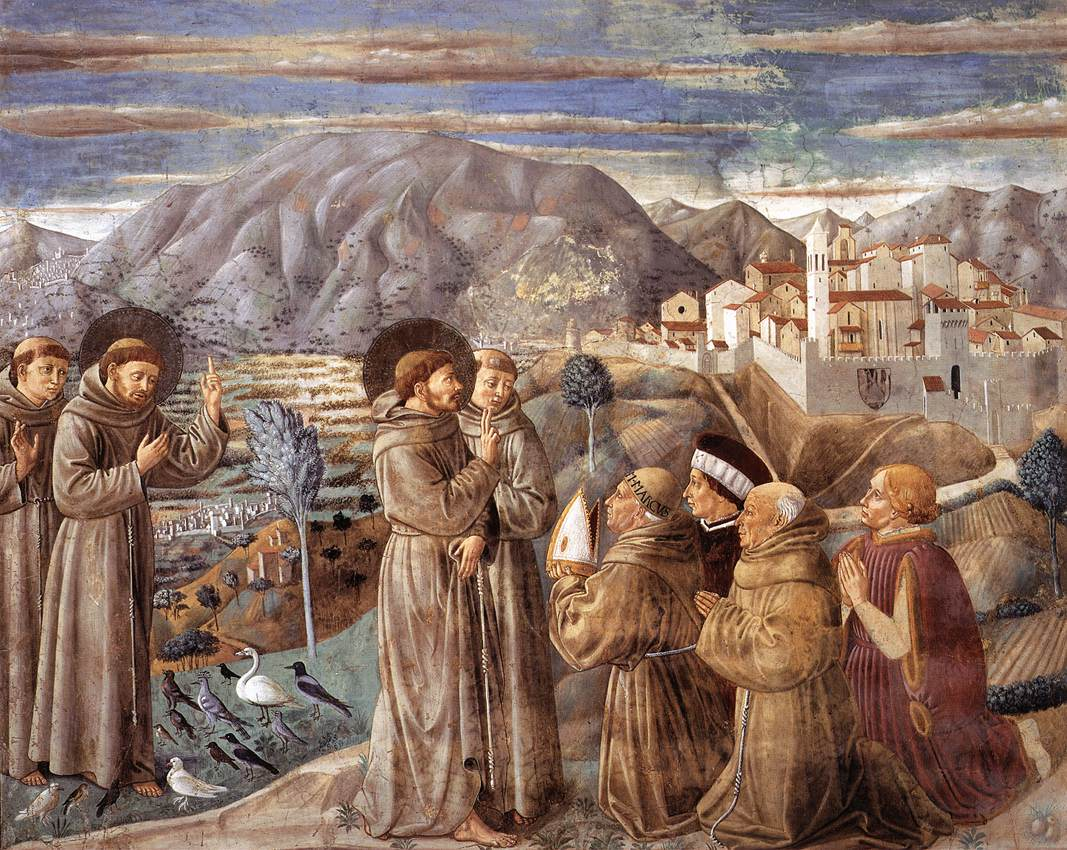
Assisi Szent Ferenc élete, freskó, San Francesco, Montefalco

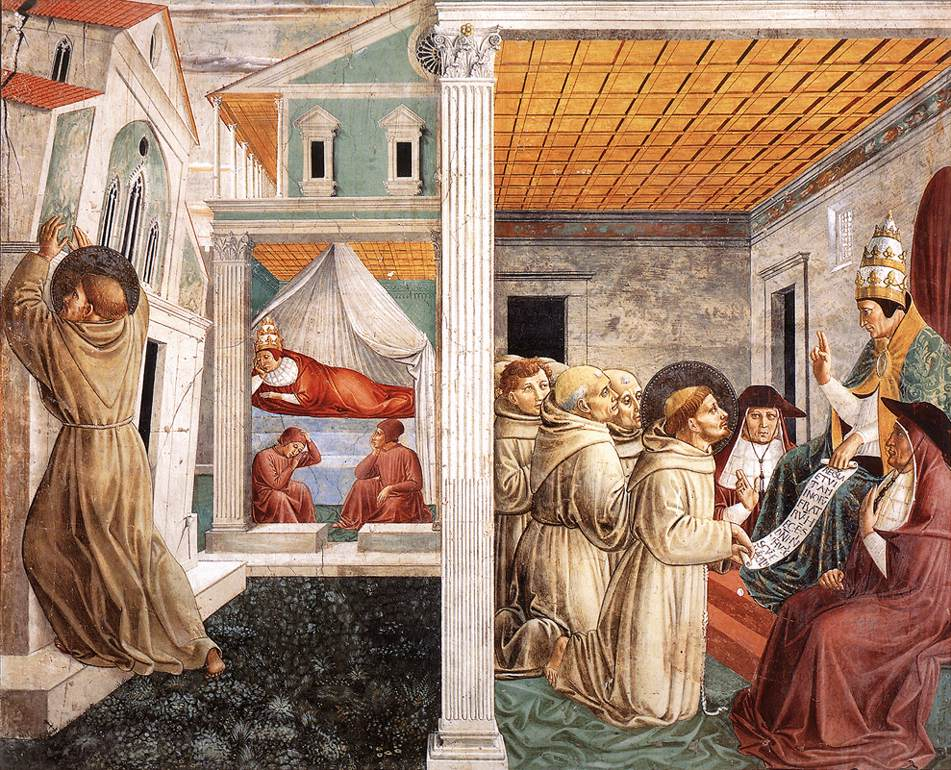
Assisi Szent Ferenc élete, freskó, San Francesco, Montefalco

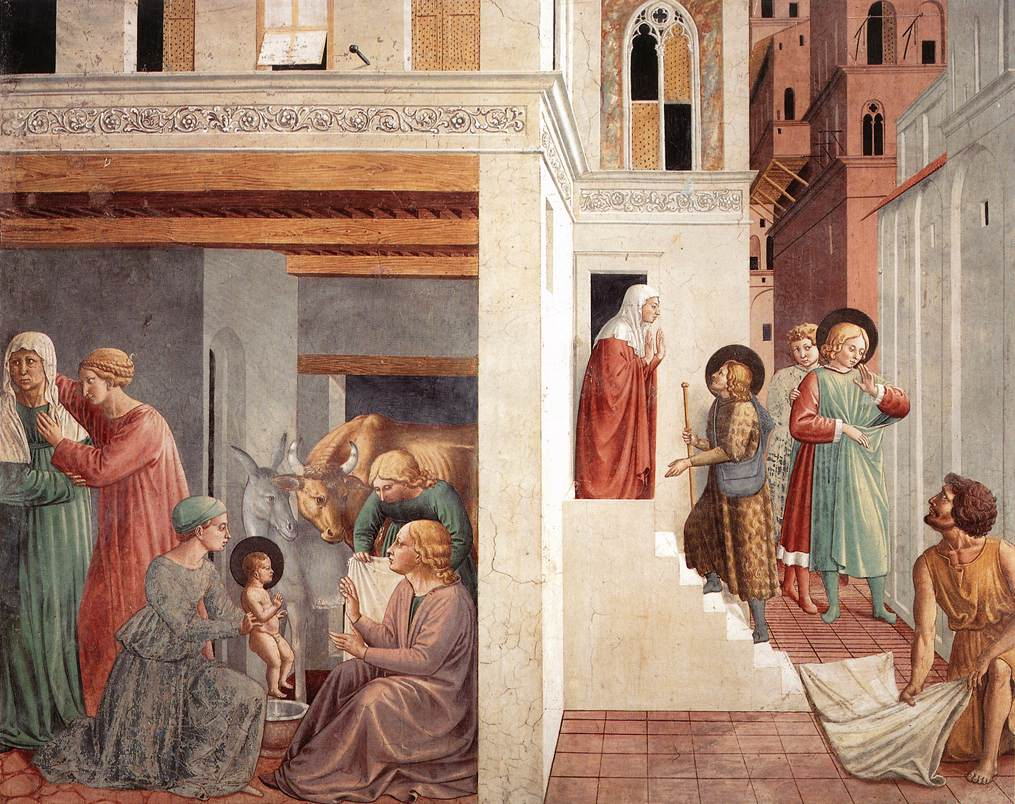
Assisi Szent Ferenc élete, freskó, San Francesco, Montefalco

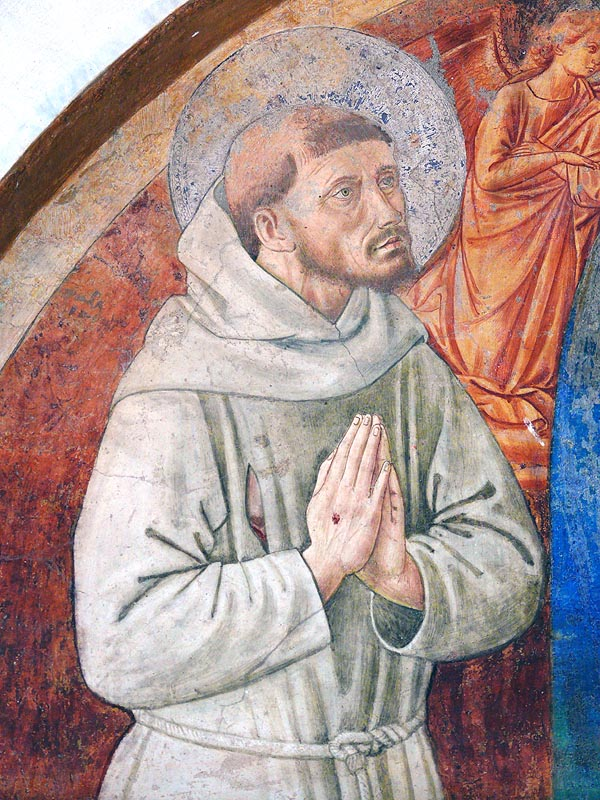
Benozzo Gozzoli: A szűz és a gyermek (freskórészlet) Convento di San Fortunato, Montefalco

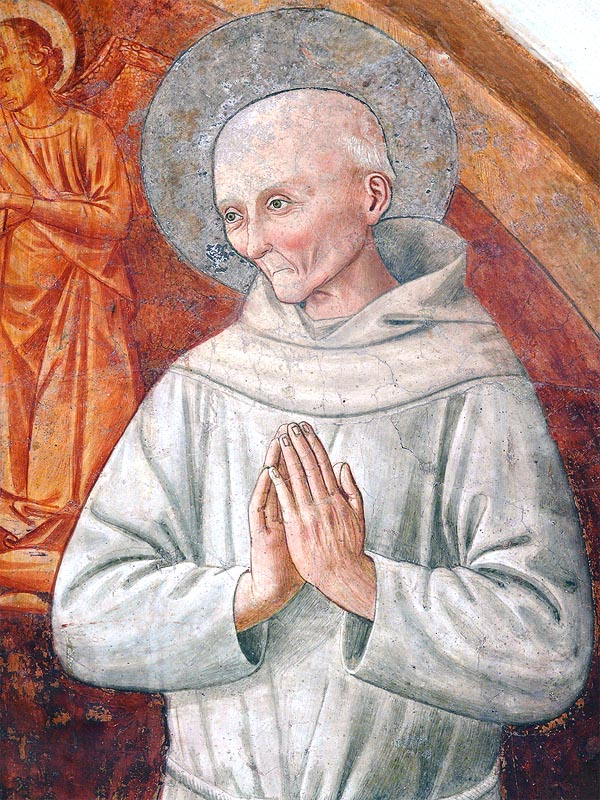
Benozzo Gozzoli: A szűz és a gyermek (freskórészlet) Convento di San Fortunato, Montefalco

### "Mi Atyánk, ki vagy a mennyekben…"
Ó Szentséges Atyánk, teremtőnk, megváltónk, vigasztalónk és Üdvözítőnk. Aki a mennyekben vagy: az angyalokban és a szentekben; te világosítod meg őket tudásukban, mert te vagy, Uram, a fényesség; te gyújtasz szeretetre, mert te vagy, Uram, a szeretet; te töltöd el őket bentlakásod által boldogsággal, mert te vagy, Uram, a legfőbb jó, az örök, akitől minden jó ered s aki nélkül semmi jó nincsen. 

### "Szenteltessék meg a te neved"
ragyogjon föl bennünk a te ismereted, hogy felismerjük, milyen a te jótéteményeid szélessége, ígéreteid hosszúsága, fönséged magassága és ítéleteid mélysége

### "jöjjön el a Te országod…"
hogy te uralkodjál bennünk kegyelmeddel és vezess bennünket a te országodba, ahol színed látása homálytalan, szereteted tökéletes, barátságod boldogságot árasztó, élvezésed örökkétartó.

### "Legyen meg a te akaratod, amint a mennyben, úgy a földön is"
hogy teljes szívünkből szeressünk téged és szüntelenül reád gondoljunk, hogy teljes lelkünkből mindig utánad sóvárogjunk, hogy teljes elménkből minden szándékunkat feléd irányozzuk és mindenben a te tiszteletedet keressük s hogy végül minden erőnkből minden képességünket, lelkünk és testünk minden rezdülését a te szereteted szolgálatára fordítsuk és semmi másra; felebarátainkat úgy szeressük, mint önmagunkat, erőnkhöz képest iparkodjunk mindenkit szeretetedre gyullasztani, mások szerencséjén nem kevésbé örülni, mint a magunkén, szerencsétlenségükben pedig részvéttel lenni irántuk, és senkit meg nem bántani.

### "Mindennapi kenyerünket add meg nekünk ma…"
a te szerelmes Fiadat, a mi Urunk Jézus Krisztust, add meg nekünk ma. Annak a szeretetnek emlékezetére, megértésére és tiszteletére, mellyel irántunk viseltetett, és azokéra, amiket érettünk mondott, tett és szenvedett.

### "És bocsásd meg vétkeinket"
a te kibeszélhetetlen irgalmasságodért, szerelmes Fiad szenvedésének erejéből, s a Boldogságos Szűz és minden választottak érdeméért és közbenjárására.

### "Miképpen mi is megbocsátunk az ellenünk vétkezőknek"
és ha nem bocsátunk meg valamit egészen, add, Uram, hogy teljesen megbocsássunk; add, hogy az ellenséget igazán szeressük, s érettük nálad buzgón közbenjárjunk, senkinek rosszért rosszal ne fizessünk, s azon legyünk, hogy benned mindenkinek hasznára legyünk. 

### "És ne vígy minket kísértésbe"
se burkoltba, se nyilvánvalóba, se váratlanba, se tartósba.

### "De szabadíts meg a gonosztól"
a múlttól, a jelentől és a jövendőtől.